# Ricardo Palacios
Ricardo López-Nuño Díez, plus connu sous son nom de scène, Ricardo Palacios, né à Reinosa le 2 mars 1940, mort à Madrid le 2 novembre 2015, est un acteur espagnol de cinéma et de télévision. 

## Biographie
Ricardo se forme comme acteur et réalisateur à l’Escuela Oficial de Cinematografía de Madrid. Il commence en 1961 dans la série télévisée Poly.
Il participe au tournage d'environ 150 films et séries télévisées, et semble surtout connu pour ses apparitions dans les Westerns spaghetti et dans les films réalisés par Jesús Franco.
En 1987, il débute comme réalisateur dans la comédie ¡Biba la banda! avec Alfredo Landa, et en 1997 avec la série télévisée  La banda de Pérez.
Il meurt à Madrid le 11 février 2015 d'une insuffisance cardiaque.

## Filmographie

### Acteur
- 1961 : Poly (série télévisée)
- 1964 : Tengo 17 años (es) de José María Forqué : Cleo
- 1965 : Per qualche dollaro in più, de Sergio Leone : patron du saloon de Tucumcari
- 1965 : Flor salvaje (es) de Javier Setó  : Agustín
- 1965 : Le Docteur Jivago de David Lean (non crédité)
- 1965 - 1966 : Historias para no dormir, série télévisée : épisode La sonrisa
- 1966 : Le Retour des sept (Return of the Seven), de Burt Kennedy : geôlier de Luis Emilio
- 1966 : Cartes sur table (Cartas boca arriba) de Jesús Franco : Hermes
- 1966 : Le Forum en folie (A Funny Thing Happened on the Way to the Forum) de Richard Lester : eunuque de Marcus Lycus (non crédité)
- 1966 : Le Bon, la Brute et le Truand (Il buono, il brutto, il cattivo) de Sergio Leone : barman
- 1967 : Historia de la frivolidad (es), programme télévisé de Narciso Ibáñez Serrador : un spectateur dans le sketch du strip-tease médiéval
- 1967 : Joe l'implacable, d'Antonio Margheriti : El Sol
- 1967 : Les Tueurs de l'Ouest (El precio de un hombre) d'Eugenio Martín : gérant de l'arrêt
- 1967 : Le Dernier Jour de la colère (I giorni dell'ira), de Tonino Valerii
- 1967 : Les Aventures extraordinaires de Cervantes (Cervantes), de Vincent Sherman : Sancho
- 1967 : Une balle, c'est ton prix (Los 7 de Pancho Villa) de José María Elorrieta : Pancho Villa
- 1968 : Le Sang de Fu Manchu (The Blood of Fu Manchu), de Jesús Franco : Sancho Lopez
- 1968 : Il était une fois dans l'Ouest (C'era una volta il West), de Sergio Leone
- 1970 : El Condor, de John Guillermin[2] : chef des trois bandits à la taverne
- 1971 : Prince noir (Black Beauty), de James Hill
- 1971 : Captain Apache, d'Alexander Singer[2]
- 1971 : La araucana de Julio Coll
- 1972 : Il mio nome è Scopone e faccio sempre cappotto (it) (Dallas), de Juan Bosch Palau : "Rompimani"
- 1972 : Les Émotions d'un jeune voyeur (Diabólica malicia) d'Andrea Bianchi et James Kelley
- 1973 : Les Colts au soleil (Un hombre llamado Noon), de Peter Collinson
- 1974 : La Brute, le Colt et le Karaté (Là dove non batte il sole), d'Antonio Margheriti[2]: Calico
- 1974 : Whiskey e fantasmi, d'Antonio Margheriti : chef mexicain
- 1974 : Du sang dans la poussière (The Spikes Gang), de Richard Fleischer
- 1975 : La Chevauchée terrible (La parola di un fuorilegge... è legge!), d'Antonio Margheriti[2] : Calvera
- 1975 : Le Lion et le Vent (The Wind and the Lion), de John Milius
- 1976 : La Grande Bagarre (Il soldato di ventura), de Pasquale Festa Campanile
- 1983 : Y del seguro... líbranos, Señor! , d'Antonio del Real
- 1984 : Le Temple du dieu Soleil (I sopravvissuti della città morta), d'Antonio Margheriti : Mohammed
- 1984 : Monster Dog - Il signore dei cani, de Claudio Fragasso
- 1984 : La de Troya en el Palmar, de José María Zabalza : El Exquisito
- 1988 : Crystalstone, d'Antonio Peláez
- 1989 : Le Retour des Mousquetaires (The Return of the Muskeeters), de Richard Lester
- 1989 : Bajarse Al Moro, de Fernando Colomo
- 2002 : La marcha verde, de José Luis García Sánchez

## Réalisateur
- 1982 : Mi conejo es el mejor
- 1987 : ¡Biba la banda! (es)
- 1991 : Crónicas urbanas (série télévisée)
- 1997 : La banda de Pérez (es) (série télévisée)